# Сакакавија (језеро)
Сакакавија (енгл. Lake Sakakawea) је вештачко језеро у Сједињеним Америчким Државама. Налази се на територији америчке савезне државе Северна Дакота. Површина језера износи 1.347 km².